# Lithocarpus pseudokunstleri
Lithocarpus pseudokunstleri är en bokväxtart som beskrevs av Aimée Antoinette Camus. Lithocarpus pseudokunstleri ingår i släktet Lithocarpus och familjen bokväxter. Inga underarter finns listade.